# Radioluminescència

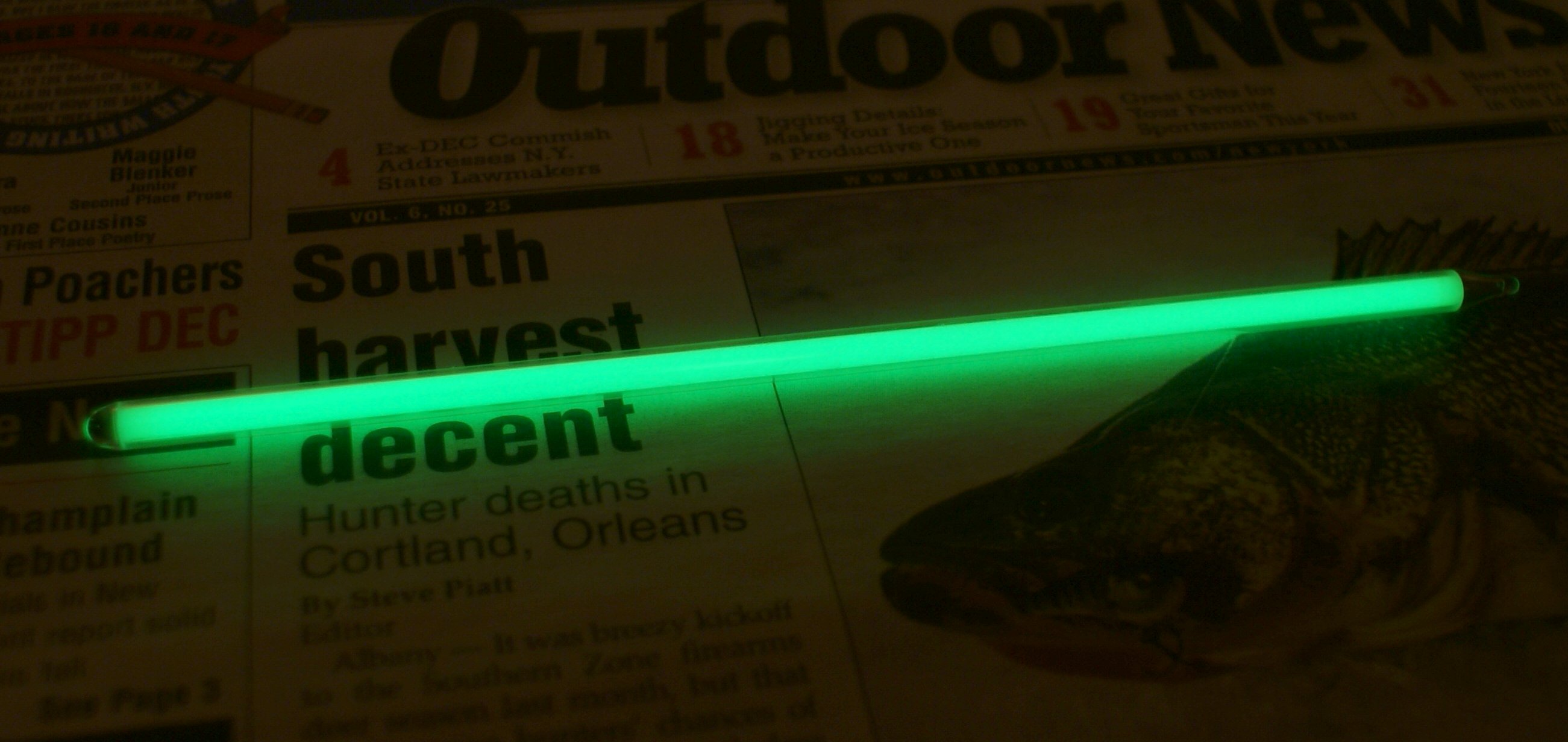
Un vial de triti radioluminiscent d'1.8-curie (67 GBq) 152.4 mm × 5.1 mm és simplement un contenidor de cristall fi, omplert de gas triti, la superfície interior del qual està recoberta de fòsfor. El vial "font lluminosa de triti gasós" que es mostra aquí és nou.

La radioluminescència és el fenomen pel que es produeix llum en un material mitjançant el bombardeig amb radiació ionitzant, com per exemple partícules beta. La radioluminescència s'utilitza com a font de llum de baix nivell per a la il·luminació nocturna d'instruments, senyalització o altres aplicacions en les quals la llum ha de ser produïda per períodes llargs sense fonts externes d'energia. La pintura radioluminescent ha estat utilitzada per a manetes de rellotge i quadres d'instruments, la qual cosa permet que siguin llegits en la foscor. Ocasionalment és també possible d'observar la radioluminescència prop de fonts de radiació d'alta potència, com a reactors nuclears i radioisòtops.

## Mecanisme
La radioluminescència es produeix quan una partícula de radiació entrant xoca amb un àtom o molècula, excitant un electró orbital a un nivell d'energia més alt. L'electró torna al seu nivell d'energia de base mitjançant l'emissió de l'energia addicional en la forma d'un fotó de llum. El fotó de llum alliberada és en general un fotó invisible per a l'ull humà. Per tant, en les fonts de llum radioluminescents, la substància radioactiva és barrejada amb fòsfor, un producte químic que allibera llum amb un color particular, en xocar amb la partícula.

## Triti

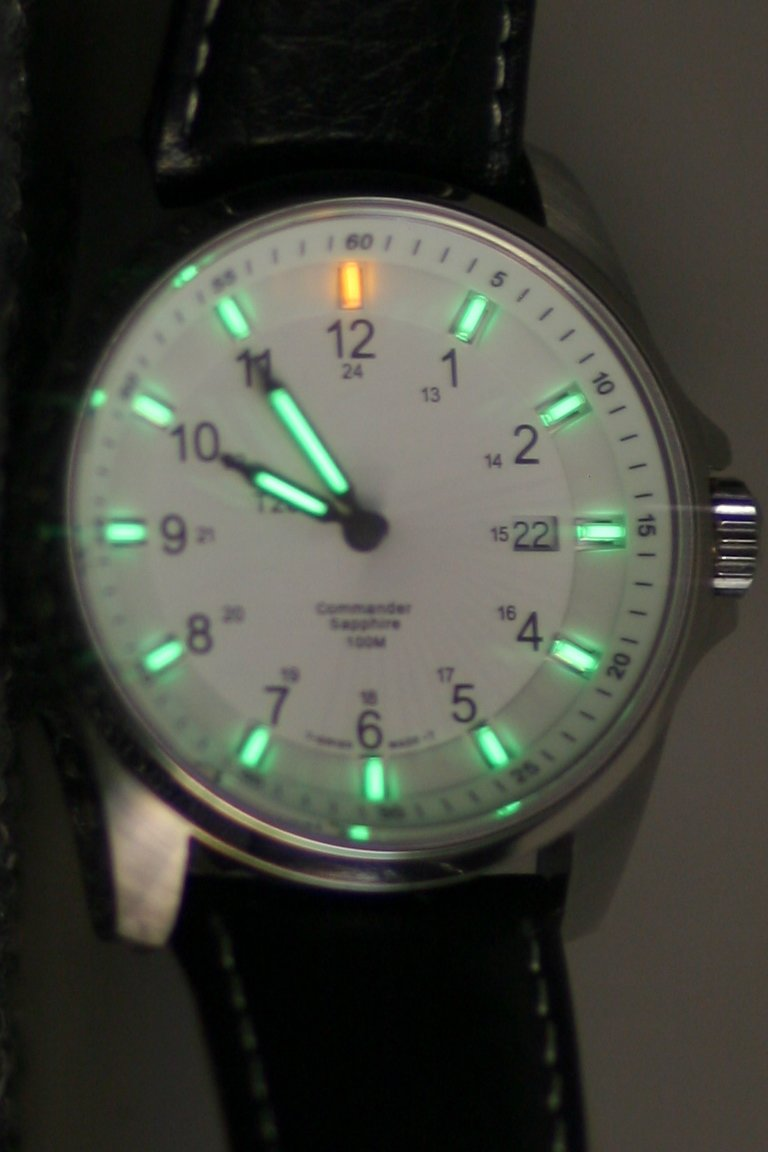
La cara d'un rellotge il·luminat per tubs de triti.

Actualment, el triti és l'únic radioisòtop permès com a font de llum radioluminescent per a ús comercial. S'utilitza en esferes de rellotge, visor d'armes i la senyalització de sortides d'emergència. El gas triti està continguda en un petit tub de vidre, la superfície interior del qual està recoberta amb fòsfor. Les partícules beta emeses pel triti xoquen amb les molècules de fòsfor i produeixen fluorescència, l'emissió de llum, generalment de color verd-groguenc.
S'utilitza el triti perquè es creu que representa una amenaça insignificant per a la salut humana, a diferència del radi, la font radioluminescent que es va utilitzar anteriorment i que va resultar ser un risc radiològic significatiu. Les partícules de baixa energia de 5,7 keV emeses pel triti no poden passar a través del tub de cristall que les tanca. Fins i tot si poguessin, no són capaços de penetrar la pell humana. El triti només representa una amenaça per a la salut si s'ingereix. Atès que el triti és un gas, si es trenca un tub de triti, el gas es dissiparà en l'aire per diluir-se a concentracions segures.
El triti té un període de semidesintegració de 12,3 anys, per la qual cosa la lluminositat d'una font de llum triti es reduirà a la meitat del seu valor inicial en aquest període.

## Radi

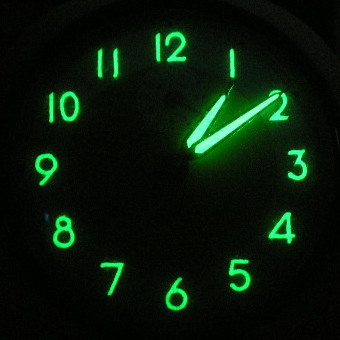
Un rellotge de radi de 1950, exposat a llum ultraviolada per augmentar la luminescència.

Històricament es va utilitzar una mescla de radi i sulfur de zinc dopat de coure per pintar els quadres d'instruments per obtenir una luminescència verdosa. Els tipus de fòsfor que contenen sulfur de zinc dopat de coure (ZnS:Cu) produeixen una llum blava-verd; es va utilitzar també sulfur de zinc dopat de coure i manganès (ZnS:Cu,Mn) per produir una luminescència taronja-groguenca. Ja no s'utilitzen pintures luminescents a força de radi per al perill de radiació que representa pels quals fabriquen els quadres. Aquests fòsfors no són apropiats per a ús en capes més gruixudes que 25 mg/cm2, atès que en aquest cas la autoabsorció de la llum es convertirà en un problema. A més, el sulfur de zinc està sotmès a la degradació de la seva estructura de xarxa cristal·lina, la qual cosa condueix a la pèrdua gradual de lluminositat, significativament més ràpid que l'esgotament del radi.
Ernest Rutherford va utilitzar pantalles d'espintariscopi recobertes de ZnS:Ag en els experiments que van resultar en el descobriment del nucli atòmic.